# Gorges de la Guillera
Les Gorges de la Guillera sont des gorges situées sur le cours de la Têt, au nord-est de la commune de Rodès et près du nord-ouest de la commune de Bouleternère dans la région naturelle et historique du Conflent, en Catalogne nord, dans le département français des Pyrénées-Orientales.